# Raorchestes flaviocularis
Raorchestes flaviocularis es una especie de anfibio anuro de la familia Rhacophoridae.

## Distribución geográfica
Esta especie es endémica de Tamil Nadu en la India. Habita entre los 1459 y 1569 m sobre el nivel del mar en las montañas Megamalai en Ghats occidentales.

## Publicación original
- Vijaykumar, Dinesh, Prabhu & Shanker, 2014: Lineage delimitation and description of nine new species of bush frogs (Anura: Raorchestes, Rhacophoridae) from the Western Ghats Escarpment. Zootaxa, n.º 3893 (4), p. 451–488.[3]